# Biserica de lemn „Adormirea Maicii Domnului” din Climăuți
Biserica de lemn „Adormirea Maicii Domnului” este o biserică amplasată în Climăuți, raionul Dondușeni, Republica Moldova. Este un monument arhitectural de importanță națională inclus în Registrul monumentelor Republicii Moldova ocrotite de stat cu nr. 382 (raionul Dondușeni). Datează din 1893.